# Enric I de Bohèmia
Enric I de Bohèmia conegut com a Enric el Carinti en txec: Jindrich Korutanský (vers 1265 -2 d'abril de 1335) fou un membre de la dinastia dels Meinardins, comte de Tirol o Gorízia-Tirol (com Enric II), duc de Caríntia (Enric VIII) i Carniola (Enric III) des de 1295 a la seva mort, i rei de Bohèmia el 1306 i de nou des 1307-1310.

## Família
Enric es va casar tres vegades:
- El 1306, es va casar amb Anna Přemyslovna (1290-1313). Aquest matrimoni no va produir fills.
- El 1313, es va casar amb Adelaida de Brunswick (1285-1320), filla del duc güelf Enric I de Brunswick-Grubenhagen. Aquest matrimoni va tenir dues filles:
  - Adelaida (1317-25 de maig de 1325).
  - Margarida Maultasch (1318 - Viena 3 d'octubre de 1369, Viena), comtessa del Tirol de 1335 a 1363.
- El 1327, es va casar amb Beatriu (1310-1331), filla del comte Amadeu V de Savoia. Aquest matrimoni no va produir fills.

Enric també es va reconciliar amb la casa de Luxemburg i el 1330 la seva filla Margarida es va casar-se amb el fill del rei Joan, Joan Enric. Com que Enric era l'últim hereu mascle de la dinastia tirolesa dels Meinardins, va tractar de mantenir les seves possessions a Caríntia i Carniola, però no ho va aconseguir en última instància. Tot i que l'emperador Lluís IV, a canvi de la mediació d'Enric a la disputa amb Frederic el Bell, li havia assegurat el 1330 que la seva filla pogués succeir, Lluís va renegar de la seva promesa en un tractat secret amb la casa dels Habsburg el mateix any. Després de la mort d'Enric el 1335, el duc d'Àustria Albert II d'Habsburg i el seu germà Otó l'Alegre van prendre el control de Caríntia i Carniola. La filla d'Enric, Margarida, només va poder conservar el Tirol, que el 1363 va haver de cedir aquest país a Rodolf IV d'Habsburg, el fill d'Albert II.
Enric era el fill menor de Meinard II de Gorízia-Tirol i d'Elisabet de Baviera, filla del duc Otó IV de Baviera i vídua del rei Conrad IV d'Alemanya. En el repartiment dels estats Meinardins del 1271, el seu pare va mantenir les terres del Tirol. Meinard el 1276 va casar a la seva filla, Elisabet, la germana d'Enric, amb Albert d'Habsburg, fill del rei Rodolf I d'Alemanya i Meinard, partidari i ara emparentat amb la dinastia reial, va rebre el ducat de Caríntia, el 1286
Després de la mort del seu pare el 1295, Enric va governar en els estats de Caríntia i Tirol, en un primer moment amb els seus germans Otó (mort el 1310) i Lluís (mort el 1305), però els va acabar sobrevivint. Va assegurar la seva posició mitjançant el suport al seu cunyat Albert I d'Habsburg, qui va ser capaç de derrotar el seu rival Adolf de Nassau en la batalla de Göllheim el 1298 i va ser elegit rei dels romans el mateix any. També va ajudar el rei Albert a posar setge a Heidelberg on estava el comte palatí Rodolf de Wittelsbach, el 1301.

## Rei de Bohèmia
No obstant això, les tensions amb la casa d'Habsburg van sorgir quan Anna Přemyslovna (de la dinastia premíslida) la germana gran del rei Venceslau III de Bohèmia, es va casar amb Enric el 1306. En el mateix any, l'últim governant premíslida (Přemyslida) preparava una campanya militar contra Polònia i va nomenar al seu cunyat com a regent de Bohèmia. A l'assassinat de Venceslau el 4 d'abril, Enric va ser triat el seu successor per la noblesa de Bohèmia, contra els desitjos del seu ex-aliat el rei Albert I d'Alemanya, que tenia la intenció d'instal·lar al seu primogènit Rodolf d'Habsburg al tron de Bohèmia. Les tropes del rei Albert immediatament van envair el país, van assetjar Praga i va deposar Enric, qui va haver de cedir davant de forces superiors.
Rodolf d'Habsburgo (král kaše) mai va ser acceptat pels nobles bohemis, i després de la seva mort, el 4 de juliol de 1307, Enric va ser elegit rei de Bohèmia altre cop, el 15 d'agost. Un altre atac pel rei Albert va ser rebutjat i l'amenaça per part la dinastia dels Habsburg, finalment es va esvair amb el seu assassinat el 1308. No obstant això, el govern d'Enric no es va estabilitzar; Enric va resultar ser un governant feble i inútil, mentre que el nou rei alemany Enric VII de la poderosa casa de Luxemburg havia posat un ull cobdiciós en el regne de Bohèmia. El 1310 va arreglar el matrimoni del seu fill gran, Joan el Cec amb Elisabet Přemyslovna, la germana menor del difunt rei Venceslau III. Recolzat pels nobles locals i pel seu pare, Joan va fer campanya a Bohèmia a l'octubre. Va capturar Praga el 3 de desembre i va deposar Enric per segona vegada. Joan va ser coronat rei l'any següent, mentre que Enric es va veure obligat a retirar-se a Caríntia, on Anna Přemyslovna va morir sense fills el 1313.

## Jubilació
Enric almenys va aconseguir conservar Caríntia, Carniola i Tirol per la reconciliació amb la dinastia dels Habsburg, cedint la Vall Savinja al ducat d'Estíria (dels Habsburg). No obstant això, no va ser capaç de dominar els estats de Caríntia dels que va tenir el domini efectiu el príncep-bisbe de Bamberg, amb el consentiment de l'emperador Enric VII.
Malgrat la seva deposició, va insistir en el títol de "rei de Bohèmia" i la dignitat electoral que comportava: va prendre part en la doble elecció de 1314 de Rex Romanorum a Frankfurt, votant pel candidat Habsburg Frederic el Bell. El seu dret a vot fou impugnat i va ser una de les raons del resultat ambigu, ja que el rival d'Enric, Joan de Luxemburg rei de Bohèmia va donar el vot de Bohèmia a Lluís IV de Wittelsbach. Després de la batalla de Mühldorf 1322, Enric va ajudar a organitzar una solució amistosa entre els competidors.